# Nina letar UFO (musikalbum)
Nina letar UFO är det självbetitlade musikalbumet av Nina letar UFO, utgivet 1987.
Det producerades av bandet tillsammans med teknikern Anders Hansson.
Medverkande musiker, förutom bandet, var Peter Faber, bas, och Anders Åborg, slide och dragspel.

## Låtlista
Musik och text av Hans Bragman och Malin Warne där inget annat anges.
| Nr  | Titel                 |
| --- | --------------------- |
| 1.  | Baba Twist            |
| 2.  | Vill inte vänta       |
| 3.  | Månen                 |
| 4.  | Rock'n'roll blå ögon  |
| 5.  | Tio tusen volt        |
| 6.  | Svarta pojkar         |
| 7.  | Varje gång jag älskar |
| 8.  | I ett annat ljus      |
| 9.  | Vita hotell           |
| 10. | Taxi                  |